# Астрономско друштво Руђер Бошковић
Астрономско друштво Руђер Бошковић је друштво љубитеља астрономије у Београду. Једно је од најстаријих астрономских друштава у Европи и најстарије на Балкану. Основала га је група студената астрономије 22. априла 1934. године. Данас окупља неколико стотина чланова, углавном љубитеља астрономије. Основни задатак Друштва је популаризација астрономије.
Друштво се бави се и аматерским посматрачким радом. У ту сврху Друштво је 1964. године подигло Народну опсерваторију која се налази у специјално адаптираној Деспотовој кули на Калемегдану.
Београдски планетаријум, који такође припада Друштву, почео је са радом 1970. године. Смештен је на ушћу Саве у Дунав, у бившем амаму, у Доњем граду Калемегданске тврђаве (испод Цркве Ружице и Капеле Свете Петке).
Друштво од 1953. године издаје научно-популарни часопис Васиона.

## Историја
Године 1934. група студената Београдског универзитета одлучила је да покрене Астрономско друштво оријентисано на изучавање астрономије и њену популаризацију. Од 1935. године до Другог светског рата Друштво је издавало часопис Сатурн у 12 бројева годишње, организовало популарна предавања и посматрања небеских тела и појава. Друштво је издало и превод књиге "Atoms and Stars" сер Артура Едингтона. Као југословенском, Немци су му забранили рад после окупације земље 1941.
Друштво је наставило са својим активностима 1951. године, под називом Београдски астрономски клуб, а од 1953. под именом Астрономско друштво „Руђер Бошковић“ и почело да издаје часопис Васиона. Једна од активности Друштва је и издавачка делатност. Поменимо на пример превод поеме „Помрачења Сунца и Месеца“ Руђера Бошковића са латинског и обимних објашњења са француског Ненада Јанковића, иначе најзаслужнијег члана Друштва од његовог оснивања.
Захваљујући великој активности својих чланова и помоћи Града Београда, године 1964. почиње са радом Народна опсерваторија која је смештена у Деспотовој кули на Калемегдану. На тераси Опсерваторије налази се телескоп Цајс 110/2000. Године Друштво откупљује са Сама технике планетаријум, који је званично почео са радом 1970. године. планетаријум ZKP 2 има пречник пројекционе сале 8 метара и 80 седишта. Његови главни посетиоци су ученици основних и средњих школа.
Током шездесетих, седамдесетих и осамдесетих година посматрања Сунца, окултација, двојних и променљивих звезда, планетарних феномена, као и различитих магличастих објеката била су редовна. Касније, због превише светла око Опсерваторије (светлосног загађења) посматрања су изгубила на квалитету. Друштво своје активности углавном заснива на теоријском раду и примени рачунара у астрономији. Редовне годишње манифестације Друштва су: Курс астрономије за почетнике - организује се два пута годишње на пролеће и у јесен; Београдски астрономски викенд (БАВ) који се углавном састоји од десетак предавања са различитим темама (обично половином јуна); Летњи астрономски сусрети (ЛАС), неколико предавања посвећених истој теми (одржава се обично у августу или септембру). Ове манифестације се највећим делом одвијају у Планетаријуму Астрономског друштва. Летња школа астрономије (ЛША) се одржава половином августа на некој од планина Србије. Посматрања неба врше се током 7 дана.
Часопис „Васиона“ је најстарији српски научно-популарни часопис, који континуирано излази. Прва два броја су објављена 1953. године. Доноси новости из астрономије, ефемериде, вести из Друштва итд. Као специјално издање Васионе, 1985, Друштво је објавило превод CERN-овог извештаја од Tullio Regge-а о Општој теорији релативности.

## Председници друштва
Председници друштва су били:
| др       | Ђорђе Николић           | 1934-1936 |
|          | Војин Ђуричић           | 1936-1941 |
| проф. др | Радован Данић           | 1951-1966 |
| проф. др | Бранислав Шеварлић      | 1966-1970 |
|          | Перо Ђурковић           | 1970-1972 |
|          | Ненад Ђ. Јанковић       | 1972-1974 |
| проф. др | Божидар Поповић         | 1974-1979 |
| др       | Зоран Кнежевић          | 1979-1982 |
| др       | Милан Димитријевић      | 1982-2004 |
| проф. др | Јелена Милоградов-Турин | 2004-2011 |
| др       | Миодраг Дачић           | 2011-     |